# Bartolomeo Costantini
Bartalomeao Costantini (becenevén:Meo, Treviso, 1889. február 14. – 1941. július 19.) olasz ászpilóta, és autóversenyző volt. Az első világháború során 2 olasz kitüntetést érdemelt ki. Az olasz Háborús Keresztet, és a Vitézségi Érmet kapta meg. Később igen komoly autóversenyzői karriert folytatott a Bugatti, és az Aquila Italiana csapat színeiben. Több külföldi versenyen is eredményesen szerepelt, nagy valószínűséggel 1935-ben vonult vissza. 1941-ben hunyt el, 52 éves korában.

## Élete

### Katonai szolgálata
Már 20 évesen is katonáskodott, hiszen már az 1911-es olasz-török háborúban is részt vett. Az első világháború kitörésekor pedig az olasz légierő pilótája lett. Összesen 6 repülőszázadban szolgált( 3a, 13a, 14a, 43a, 78a, 91a), azonban csupán egyetlenben, a Squadriglia 91-ben (91. repülő osztag) ért el légi győzelmeket. SPAD VII-es repülőgépével szerezte meg első légi győzelmét, 1917. október 25-én, Fulco Ruffo di Calabria kapitány (20 légi győzelem) segítségével. Másnap újra győzelmet aratott, ezúttal egy német Aviatik C típusú repülőt lőtt le. Harmadik légi győzelmét 1917. november 23-án szerezte meg, Cesare Magistrini (6 légi győzelem) segítségével. Egy héttel később november 30-án újra legyőzött egy német repülőgépet. Hosszabb ideig nem teljesített sikeres bevetéseket, majd 1918. augusztus 12-én megszerezte 5. légi győzelmét, egy Albatros D.III ellenében. Utolsó légi győzelmét 1918. augusztus 22-én szerezte meg.

### Légi győzelmei
| Sorszám | Dátum               | Egység | Repülőgép | Ellenfél       | Megjegyzés                             |
| ------- | ------------------- | ------ | --------- | -------------- | -------------------------------------- |
| 1       | 1917. október 25.   | 91ª    | SPAD VII  | Aviatik C      | Fulco Ruffo di Calabria-val megosztva. |
| 2       | 1917. október 26.   | 91ª    | SPAD VII  | Aviatik C      | -                                      |
| 3       | 1917. november 23.  | 91ª    | SPAD VII  | Kétüléses      | Cesare Magistrini-vel megosztva.       |
| 4       | 1917. november 30.  | 91ª    | SPAD VII  | Ismeretlen     | -                                      |
| 5       | 1918. augusztus 12. | 91ª    | SPAD VII  | Albatros D.III | -                                      |
| 6       | 1918. augusztus 22. | 91ª    | SPAD VII  | Kétüléses      | -                                      |

### Autóversenyzőként
1914-től 1917-ig az Aquila Italiana nevezetű csapat versenyzője volt. 1923-ban pedig a Bugatti csapatához szerződött. Ennél a csapatnál sokkal eredményesebb volt, és hamarosan 2 Targa Florio-t is megnyert. Majd az 1926-os francia nagydíjon második helyezést ért el. 1935-ig a csapat menedzsere volt, majd Jean Bugatti-val leváltották. Ekkor visszavonult, és 1941 júliusában elhunyt.